# 青蓮寺 (鎌倉市)
青蓮寺（しょうれんじ）は、神奈川県鎌倉市手広にある高野山真言宗の寺院。高野山宝寿院（無量寿院）末。詳しくは飯盛山仁王院青蓮寺（はんじょうざんにおういんしょうれんじ）と号する。高野山真言宗準別格本山。関東八十八ケ所第五十九番札所、東国新四国八十八箇所第八十八番結願札所、相州二十一箇所第十九番札所。

## 歴史
弘仁10年（819年）に空海（弘法大師）が開山し、長禄年中に善海が再興したと伝わる。天正19年（1591年）には徳川家康より手広村に25石の寄進を受け、関東壇林三十四院のひとつとしても名を連ねるなど徳川氏からは寺格を高く評価されていたようだが、天保4年（1833年）に起きた火災と関東大震災の時に寺院が倒壊した事によって寺の史料の多くが散逸しており、詳しい事はよくわかっていない。
近世初期には相模国に30以上の末寺を抱えていたが、江戸時代中期以降はその多くが、無住ないし廃寺となっており、寺院経営は苦しかったようである。
寺には、弘法大師が寺の裏手にある山（飯盛山）で修行をしている時に天女から仏舎利を託され、翌朝目を覚ますと青い蓮華（ハスの花）が一面に咲いていたという伝承が残っており、寺の名前もこれに由来している。なお飯盛山は戦後急速に宅地化が進んだ周辺区域の中でも比較的豊かな自然が残存しているため、鎌倉市でその自然環境を保護しようとする動きがある。
寺は神奈川県道304号腰越大船線と旧江ノ島道に面している。かつて旧江ノ島道から青蓮寺へ抜ける洞門が存在したが、県道304号が開通した際に山ごと切りくずされ、以降この洞門は入り口で封鎖されている。なおこの洞門の付近には庚申塔があり、かつては洞門の付近を村の境としていたことが推測される。
昭和25年に住職の草繋全宣師が京都大覚寺門跡に栄晋された時に多数の末寺が青蓮寺を離れ大覚寺末となる。

## 境内

### 重要文化財
- 木造弘法大師坐像
- 蓮唐草蒔絵箱形礼盤・黒漆華形大壇

### 本尊
本尊は鎌倉時代作の木造弘法大師坐像で、国の重要文化財に指定されている。この木像は両膝等の関節が鎖によって結ばれ、動かすことのできる珍しい仏像で、俗に鎖大師とも呼ばれる。秘仏で毎年大晦日を初め年に5回開帳されている。この大師像はもともと、鶴岡八幡宮にあったが、明治に起きた廃仏毀釈のあおりを受けこの寺へ移され今に至っている。

### 椿地蔵
寺から200～300メートル離れた県道304号線手広交差点付近（旧江ノ島道沿い）には弘法大師一千年忌供養塔が建ち、その脇には椿地蔵と呼ばれる石造地蔵菩薩像がある。いずれも青蓮寺住職が管理しており、毎年8月14日に椿地蔵脇で祭りが行われている。なお椿地蔵はいぼの治癒に験があるとされ、いぼ地蔵とも呼ばれ信仰を集めた。

### 塔頭
青蓮寺には江戸時代に2つの塔頭寺院があったと伝えられている。そのうちのひとつ、手広山寶積院薬王寺（てびろさん ほうしゃくいん やくおうじ）が境内に再建されている（本尊は薬師如来）。寶積院は、江戸時代までは手広熊野神社の管理運営にあたる別当を務めていたという。
寶積院は本質的には地下納骨堂であり、その名残を4月第3土曜日に正御影供大祭が営まれることに見出すことができる。

## 年中行事
- 1月1日 元朝護摩
- 1月21日 初大師
- 4月8日 花祭り
- 4月第3土曜日 正御影供大祭
- 6月15日 青葉祭り
- 8月16日 施餓鬼法会
- 12月21日 納め弘法

## ギャラリー

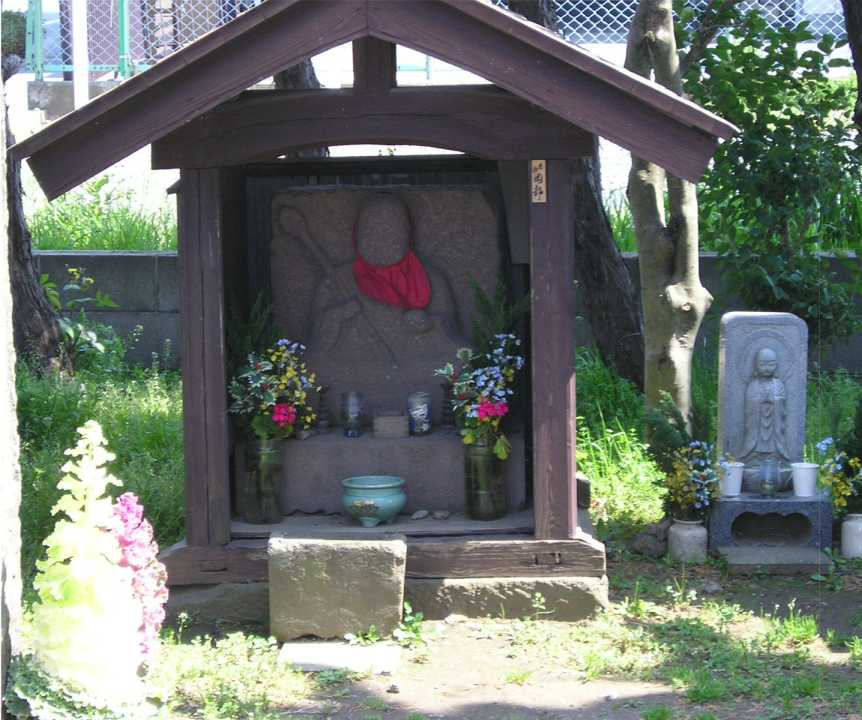
椿地蔵
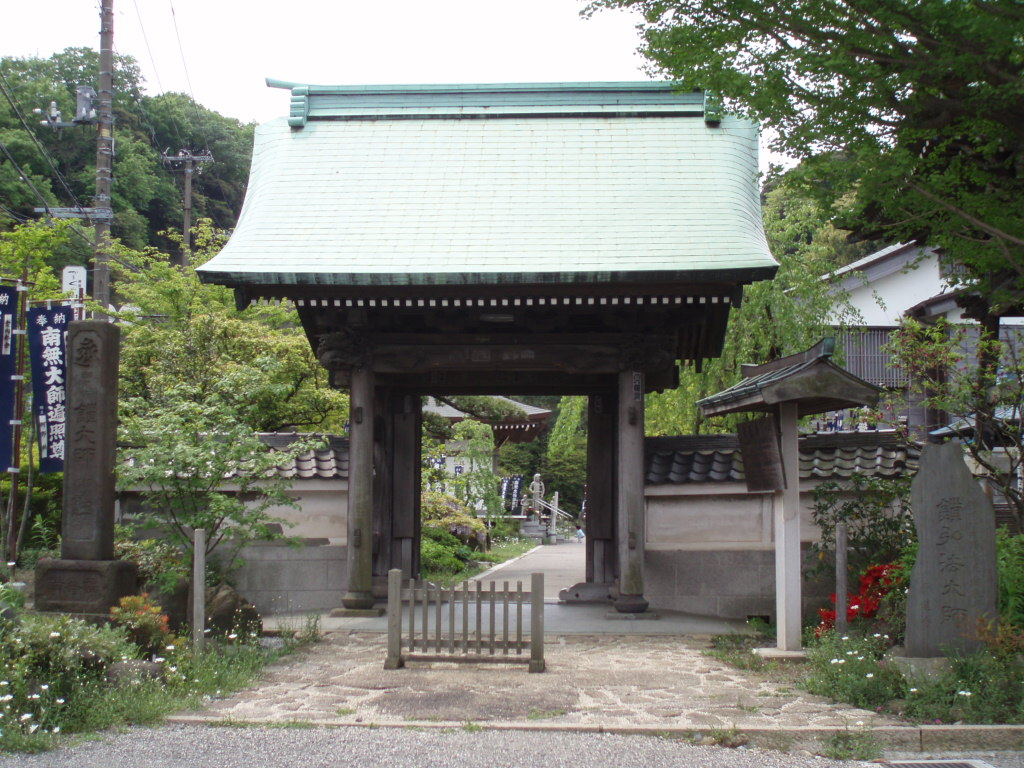
山門
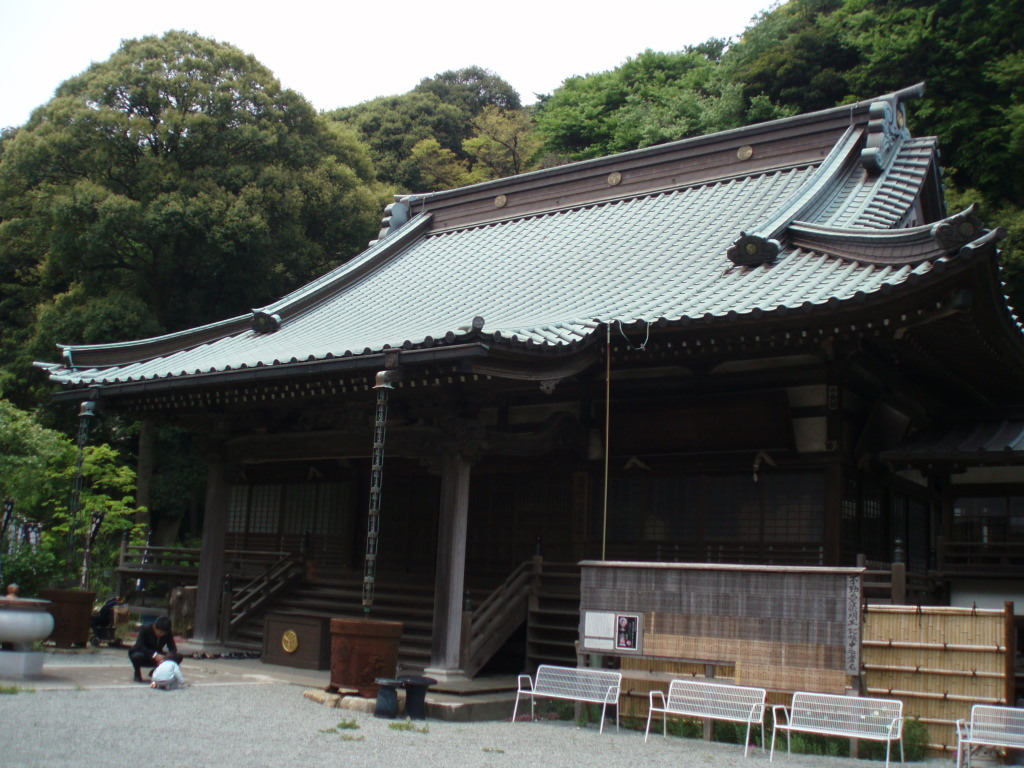
本堂
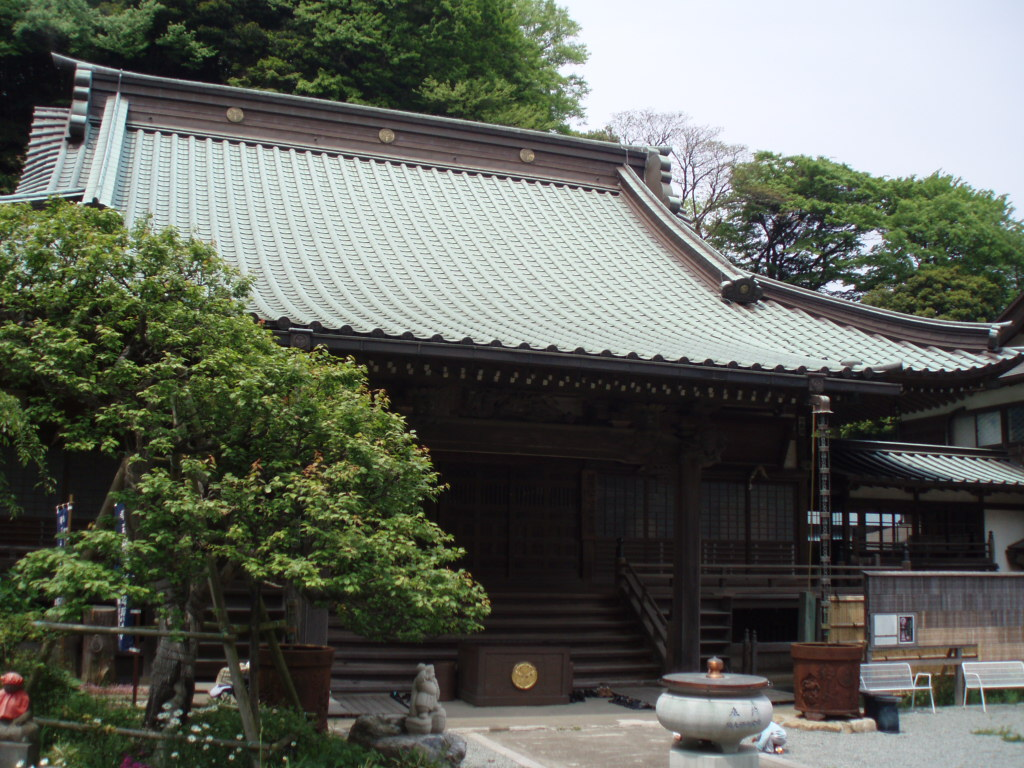
本堂
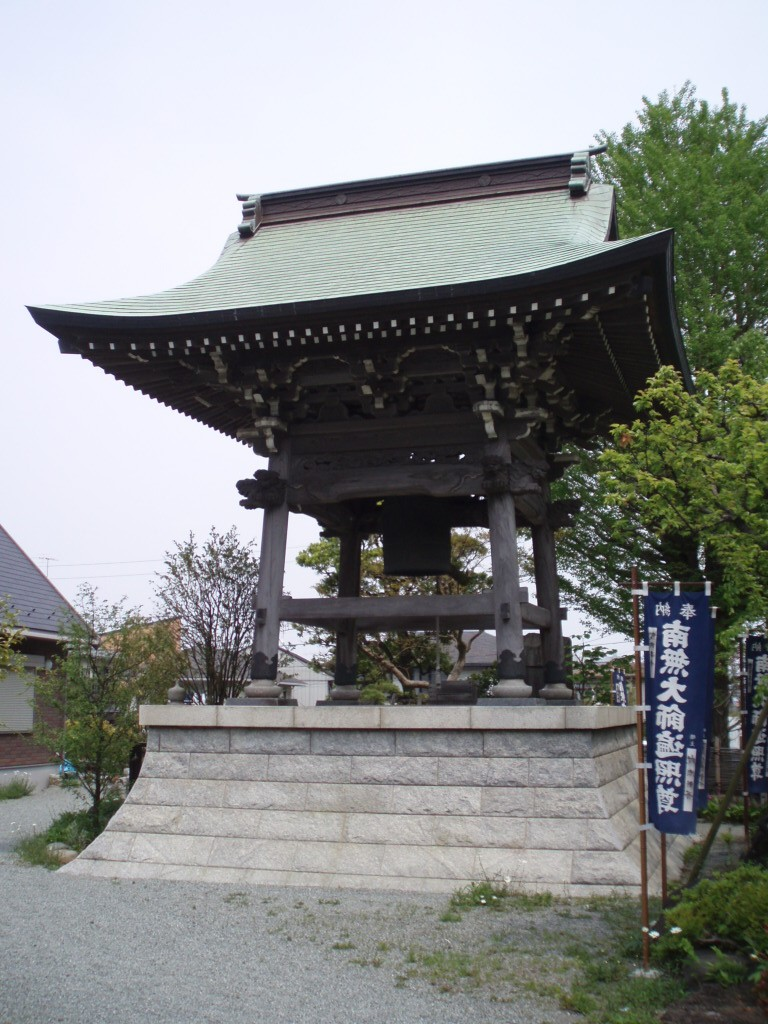
鐘楼
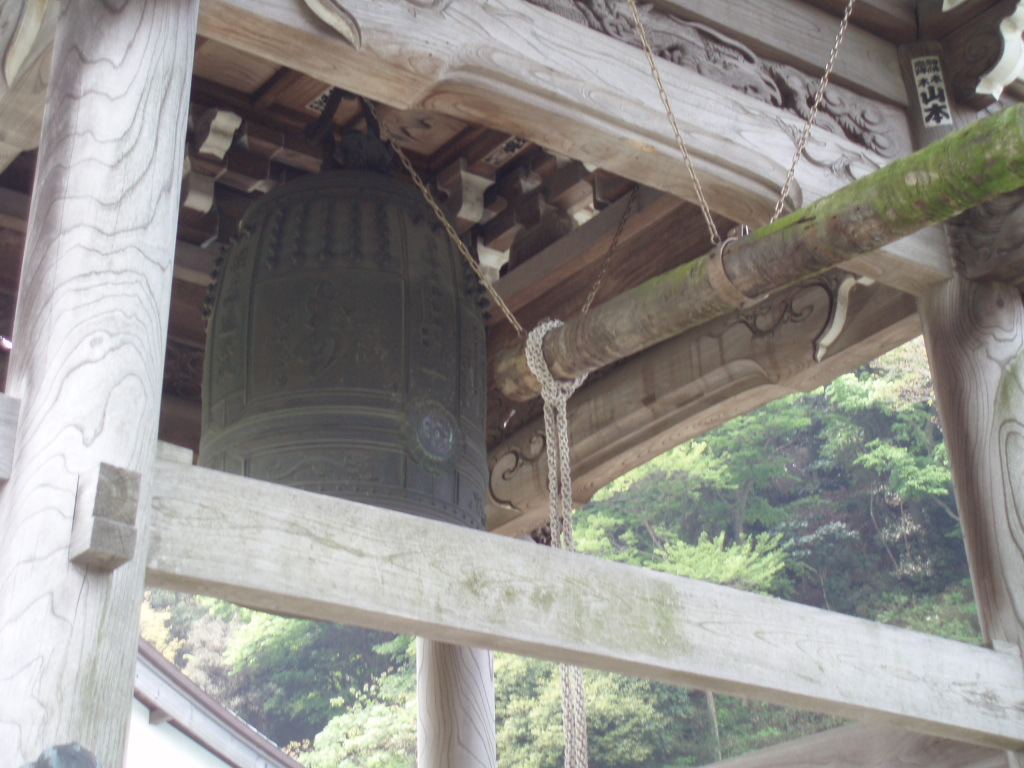
鐘
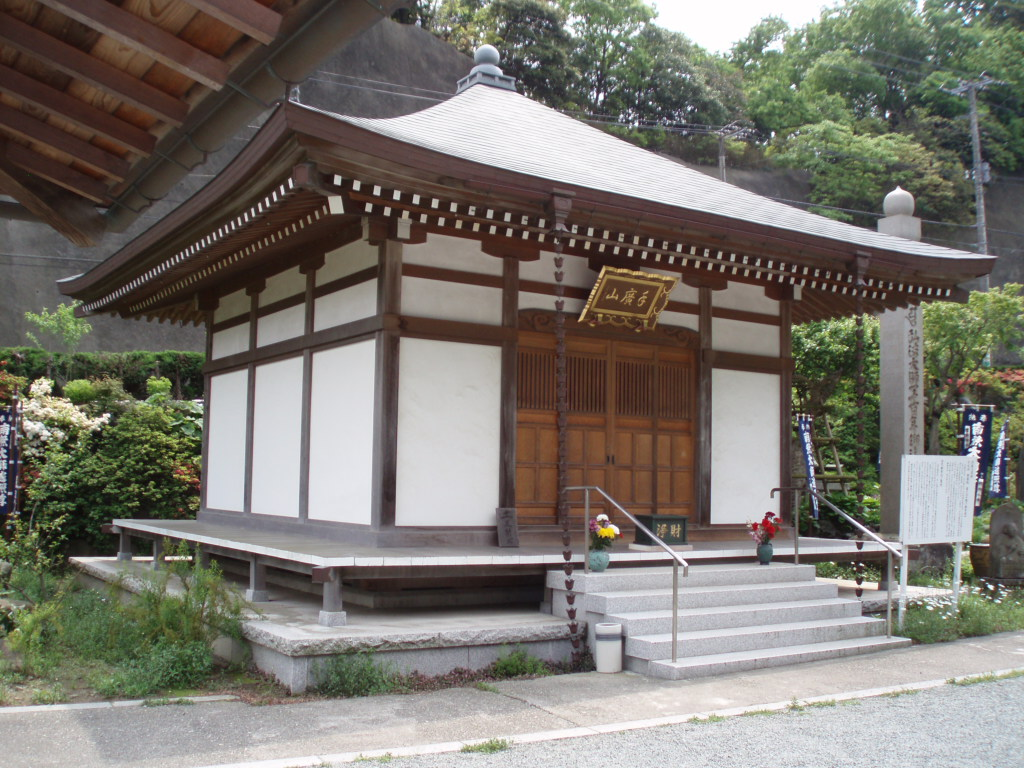
塔頭寺院堂舎（薬王寺）

## 交通機関
- 江ノ電バス「鎖大師」バス停下車